# Wemersoniella
Wemersoniella is een geslacht van tandschelpen uit de  familie van de Wemersoniellidae.

## Soorten
- Wemersoniella duartei Scarabino, 1986
- Wemersoniella indica Scarabino, 1995
- Wemersoniella knudseni Scarabino, 1995
- Wemersoniella turnerae Scarabino, 1986